# Карпушина, Инна Сергеевна
Инна Сергеевна Карпушина (род. 20 ноября 1972 года, Ленинград, СССР) — российский тележурналист, музеевед, автор телепроектов, телеведущая петербургского телевидения.
С марта 2019 года — пресс-секретарь губернатора Санкт-Петербурга Александра Беглова.

## Биография
Окончила Санкт-Петербургский государственный университет культуры и искусств. С 2004 года работает в Российском этнографическом музее, руководит его PR-службой.
Была телеведущей новостной программы телеканала «ТВ-6 Петербург» («Новости-Петербург»), программы «Вести-спорт» на ВГТРК «РТР―Петербург», руководила Управлением по связям с общественностью ТРК «Петербург». С 2007 по 2010 годы — ведущая дискуссионной программы «Петербургский час» Пятого канала, а с 2010 по 2014 — программ «Отражение дня» и «Параллельная жизнь» на телеканале «100ТВ». В 2011—2015 годах — ведущая информационно-развлекательной программы «Утро на 5». Автор и ведущая рубрик «Путеводительница» и «В привате с Инной Карпушиной».
6 августа 2013 года выступала на премьере новых серий второго сезона сериала The Newsroom.
С 8 сентября 2015 по 26 июня 2017 года — ведущая общественно-политической передачи «Открытая студия» на Пятом канале.
В 2019 году снялась в эпизодической роли в российско-французском фильме «Кроличья лапа».

## Семья
Супруг — Дмитрий Игоревич Карпушин (род. 1968).